# Frans van Seumeren
Frans van Seumeren (Utrecht, 5 mei 1950) is een Nederlands ondernemer, die sinds april 2008 eigenaar is van betaaldvoetbalclub FC Utrecht. Hij was als directeur van bergingsbedrijf Mammoet een van de hoofdverantwoordelijken voor het bergen van de Russische onderzeeër Koersk.

## Carrière
Frans van Seumeren werd op 5 mei 1950 geboren in de Broerestraat te Utrecht. In 1973 werd hij, vlak nadat hij van school kwam, directeur van kraanverhuurder Seumeren Kraanbedrijf, een familiebedrijf, dat later zijn naam zou veranderen in Van Seumeren Holland B.V. In 2000 nam het concern zijn grootste concurrent, en eveneens Nederlands bedrijf, Mammoet over. In deze nieuwe samenstelling onder de naam Mammoet verwierf het bedrijf wereldwijde bekendheid met het bergen van de gezonken Russische onderzeeër Koersk in 2001. Voor deze prestatie kreeg Van Seumeren samen met zijn broer Jan een onderscheiding van de Russische president Poetin. Na vijf jaar directeur bij Mammoet te zijn geweest stopte hij in 2005, waarna hij een voettocht maakte door Zuid-Europa. Eenmaal terug nam de Merenees een belang in een rederij en stak hij geld in de regionale voetbalkrant Rondom Voetbal. Tevens was hij tot eind 2016 voorzitter van amateurclub VV De Meern uit zijn voormalige woonplaats.

### Overname FC Utrecht
Op 2 april 2008 maakte voetbalclub FC Utrecht via een persconferentie bekend dat Van Seumeren voor een bedrag van zestien miljoen euro 51 procent van de aandelen van de eredivisionist had gekocht en daarmee eigenaar van de club werd. Met de overname kwam een einde aan een roerige periode, die al vanaf het begin van het seizoen 2007/08 had gespeeld. Zowel Geert Ensing, directeur van hoofdsponsor Phanos, als Joop Leliveld, vastgoedondernemer en voormalig speler van de club, hadden meerdere malen aangeboden FC Utrecht over te nemen, maar elk aanbod was tot dan toe gestrand. Van Seumeren kondigde aan zich voor een periode van minimaal tien jaar aan de club te willen verbinden en eventuele winsten weer in de club te zullen steken.

### Trivia
- Van Seumeren heeft drie keer de Elfstedentocht gereden.[5]
- Hij staat op plaats 39 in de Quote 500 (2020).[6]